# Chikmagalur Challenger 2006
Il Chikmagalur Challenger 2006 è stato un torneo di tennis facente parte della categoria ATP Challenger Series nell'ambito dell'ATP Challenger Series 2006. Il torneo si è giocato a Chikmagalur in India dal 17 al 23 aprile 2006 su campi in cemento.

## Vincitori

### Singolare
Danai Udomchoke ha battuto in finale  Toshihide Matsui con il punteggio di 7–5, 6–4

### Doppio
Sanchai Ratiwatana /  Sonchat Ratiwatana hanno battuto in finale  Lu Yen-hsun /  Danai Udomchoke con il punteggio di 6–3, 6–2